# Једанаести хрватски корпус НОВЈ
Једанаести хрватски корпус НОВЈ формиран је у јануару 1944. године. Његово подручје деловања обухватало је Лику, Горски Котар, Хрватско приморје и Истру.
На основу наредбе Врховног штаба НОВ и ПОЈ о формирању Једанаестог корпуса, Главни штаб Хрватске својом наредбом од 30. јануара 1944. године именовао је штаб корпуса. За команданта корпуса именован је Павле Јакшић, за политичког комесара Артур Туркулин. Начелник штаба био је Станко Перхавец, а оперативни официр (начелник Оперативног одељења) Стеван Опсеница.

## Састав и зона одговорности корпуса
Почетком 1944. године Тринаеста дивизија је имала 4.143 борца. Бројно стање јединица 35. дивизије било је, са придатом Седмом далматинском бригадом, 3.770 бораца. Оперативни штаб за Истру имао је под својом командом 1.300 бораца. Једанаести корпус имао је у време оснивања 9.860 бораца у оперативним јединицама и око 3.500 бораца у јединицама команди подручја.
Од лета 1944. под одговорношћу Једанаестог корпуса била је и Прва авио-база код Удбине.
Оперативно подручје Једанаестог корпуса било је у зони од посебног интереса за немачку одбрану, излазећи на јадранску обалу у Кварнеру и Истри. Ту зону немачка Врховна команда сматрала је делом унутрашње линије одбране Рајха, па јој је посвећивала посебну пажњу. Источни део корпусне зоне спадао је у зону одговорности Југоистока, односно 15. брдског корпуса Друге оклопне армије, а западни део (кварнерско залеђе и Истра) припадао је зони одговорности Групе армија Ц, односно њеног 97. корпуса. Јединице и територије Једанаестог корпуса НОВЈ биле су циљ бројних немачких операција, и корпус је водио свакодневне борбе са немачком 188, 237, 373. и 392. дивизијом, 162. туркменском дивизијом, и Трећим и Четвртим усташким здругом.
На западу зона Једанаестог корпуса наслањала се на област Деветог, на северозападу Седмог словеначког, на северу Четвртог, на североистоку Петог, и на истоку Осмог корпуса НОВЈ. Са овим суседним корпусима Једанаести корпус је координирао своја дејства и водио заједничке операције.

## Борбе
Корпус је формиран у завршној фази великог немачког зимског подухвата 1943/1944. за обезбеђивање стратешких тачака у јадранском залеђу (Зимске операције 1943/1944). Јединице корпуса захвећене су операцијама Дрежница и Адлер II. У области Лике и Хрватског приморја, које су дуго биле слободне, поново су успостављене посаде и комуникацијксе линије 392. немачке дивизије и усташа. Главна упоришта представљали су Госпић, Оточац, Сењ и Карлобаг, виталне комуникације повезивале су ова упоришта са Огулином на северу и Книном на југоистоку. Снаге Једанаестог корпуса покушавале су преузети и задржати иницијативу нападима на те комуникације. У нападу на Босиљево крајем јуна 1944. делови Једанаестог корпуса учествовали су заједно са деловима Седмог и Четвртог корпуса. Немачко-усташке снаге покушавале су да пренесу борбена дејства у дубину слободне територије, у област Плитвичких језера, Крбавско и Лапачко поље.
Током маја 1944. делови Једанаестог корпуса нашли су се под ударом немачких припремних операција за Дрварску (Моргенштерн и Шах).
Обостране интензивне акције и противакције настављене су и током лета и јесени 1944. (немачки продор у Кореницу јула 1944. и његово одбацивање, напади на Грачац, Личко Лешће, Лички Осик, Широку Кулу, учешће у операцији Ратвик).
Након Книнске операције децембра 1944. и успостављања фронта у јужној Лици, 13. и 35. дивизија добиле су улогу садејствовања наступајућим снагама Осмог далматинског корпуса у позадини фронта. У марту 1945. 35. дивизија истакла се у борбама у одбрани Коренице и у садејству у операцији ослобађања Бихаћа 22 - 29. марта.
У априлу 1945. расформиран је штаб Једанаестог корпуса. Тринаеста и 43. дивизија ушле су непосредно у састав Четврте армије ЈА, док је 35. личка дивизија расформирана, а њеним борцима попуњене су остале јединице.